# Chuyến bay 73 của Air Niugini
Chuyến bay 73 của Air Niugini là một chuyến bay thường lệ vận chuyển hành khách từ Pohnpei, Liên bang Micronesia (FSM) đến Port Moresby, Papua New Guinea. Vào ngày 28 tháng 9 năm 2018 chuyến bay đã đáp xuống đường băng ở Weno (FSM) và lao ra ngoài vào trong đầm phá. Báo cáo chỉ ra rằng người dân địa phương trong các tàu thuyền nhỏ đã giải cứu tất cả 35 hành khách và 12 thành viên phi hành đoàn. Tuy nhiên, hãng hàng không không thể tìm thấy một hành khách trên chuyến bay.

## Máy bay
Chiếc máy bay bị tai nạn là chiếc Boeing 737-8BK, số đăng ký P2-PXE, msn 33024, số máy bay Boeing 1688, và có chuyến bay đầu tiên vào ngày 1 tháng 4 năm 2005.
Chiếc máy bay này ban đầu có số đăng ký VT-AXC, được giao cho hãng hàng không Air India Express vào ngày 19 tháng 4 năm 2005. Ngày 6 tháng 7 năm 2005, nó đã bị hư hại khi hạ cánh lệch đường băng tại Sân bay quốc tế Cochin, Ấn Độ. Vào ngày 29 tháng 7 năm 2010, máy bay đã được giao cho Jet Airways và có số đăng ký VT-JBT, sau đó đã được giao cho Công ty cho thuê CIT vào ngày 24 tháng 7 năm 2018, số đăng ký M-ABGK trước khi được giao cho Air Nuigini vào ngày 13 tháng 9 và đăng ký P2-PXE. Vào ngày 12 tháng 5 năm 2018, máy bay đã bị tấn công bởi Lockheed L-100 Hercules N403C của Lynden Air Cargo trong khi đậu tại sân bay Port Moresby, làm hỏng cánh nhỏ bên phải.

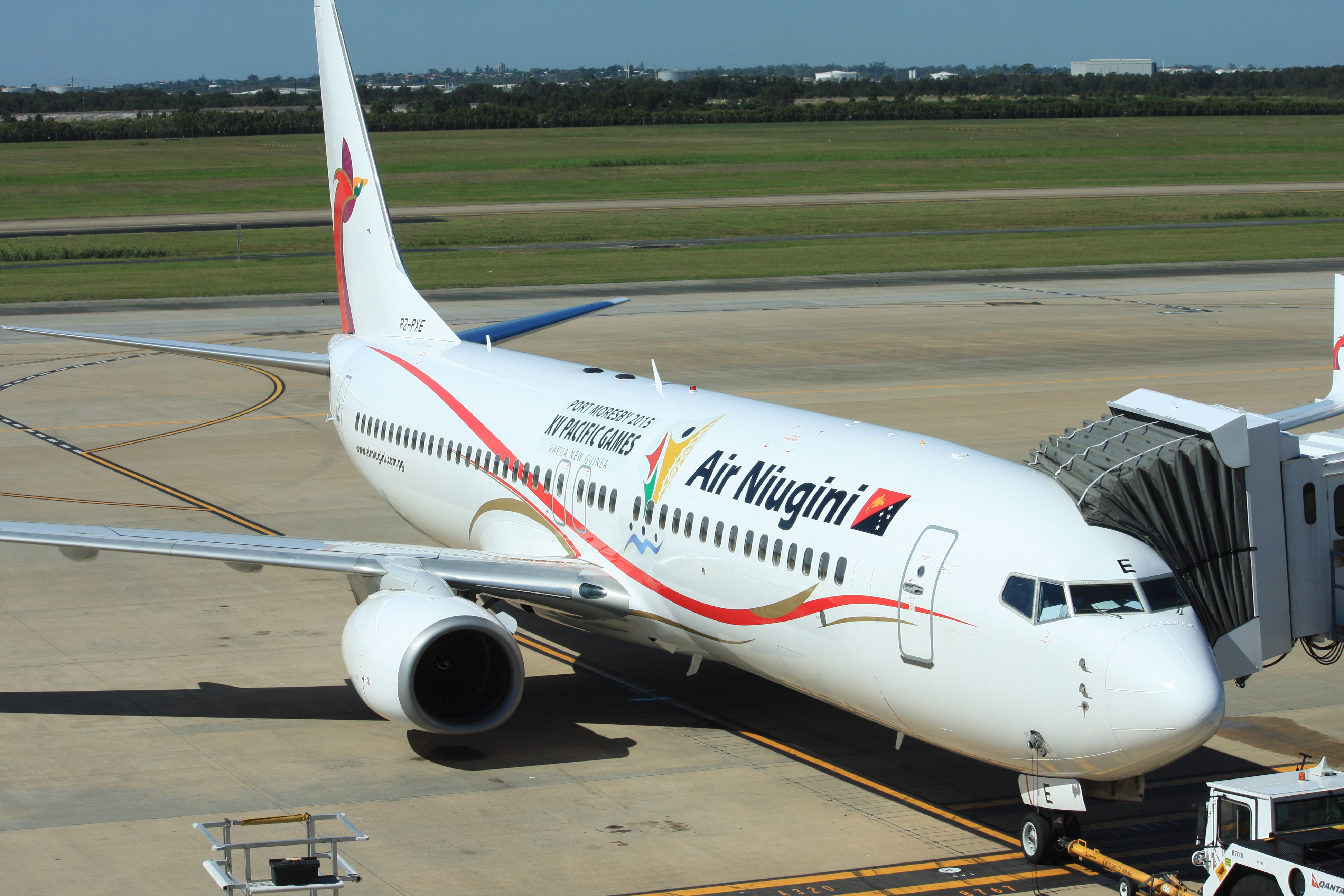
P2-PXE, chiếc máy bay Boeing 737-8BK bị tai nạn tại sân bay Brisbane ngày 24 tháng 4 năm 2014

## Điều tra
Uỷ ban điều tra tai nạn Papua New Guinea đã mở cuộc điều tra về vụ tai nạn.
Ngày 17 tháng 7 năm 2019, Ủy ban Điều tra Tai nạn Papua New Guinea báo cáo rằng phi hành đoàn chuyến bay đã không tuân thủ Quy trình vận hành tiêu chuẩn của Air Niugini, cũng như cách tiếp cận hoặc danh sách kiểm tra trước khi hạ cánh và không tóm tắt đầy đủ cách tiếp cận. Đường bay trở nên không ổn định sau khi ngắt kết nối tự động. Chỉ báo đường dẫn tiếp cận chính xác đang hiển thị ba đèn trắng ngay trước khi vào Điều kiện khí tượng học (IMC). Tốc độ gốc giảm đáng kể vượt quá 1.000 feet / phút trong IMC. Đường đi lệch từ một nửa điểm thấp đến hai điểm cao trong vòng 9 giây sau khi vượt qua độ cao tối thiểu. EGPWS đã hiển thị cảnh báo PULL UP trực quan trên Màn hình chuyến bay chính. Cách tiếp cận không ổn định, nhưng cơ trưởng đã không thực hiện một cách tiếp cận bị bỏ lỡ. Cơ phó đã không biết gì về tình huống không an toàn đang diễn ra nhanh chóng. Một cảnh báo âm thanh WHOOP WHOOP PULL UP liên tục có thể có hiệu quả trong việc cảnh báo cho phi hành đoàn về mối nguy hiểm sắp xảy ra.